# Khumba
Khumba é um filme de animação 3D sul-africano dirigido e produzido por Anthony Silverston e escrito por este e Raffaella Delle Donne. O filme contou com os dobradores Jake T. Austin, Steve Buscemi, Loretta Devine, Laurence Fishburne, Richard E. Grant, AnnaSophia Robb, Catherine Tate e Liam Neeson na versão anglófona. Foi produzido pela Triggerfish Animation Studios e com direitos do filme foram licenciados internacionalmente pela Cinema Management Group. Foi exibido na África do Sul a 25 de outubro, em Portugal a 5 de dezembro de 2013 e no Brasil a 3 de julho de 2014.

## Elenco
- Jake T. Austin como Khumba
- Steve Buscemi como Skalk
- Loretta Devine como Mama V
- Laurence Fishburne como Seko
- Richard E. Grant como Bradley
- AnnaSophia Robb como Tombi
- Catherine Tate como Nora
- Liam Neeson como Phango
- Anika Noni Rose como Lungisa
- Ben Vereen como Mkhulu
- Charlie Adler como Mabeco #1
- Dee Bradley Baker como Pai Suricata
- Jeff Bennett como Coelho-bosquímano, Ancião #3
- Mason Charles como Suricata
- Jennifer Cody como Fifi
- Kathryn Cressida como Zebra #2
- Greg Ellis como Ancião #1, Thabo
- Devon Graye como Zebra #2
- Roger L. Jackson como Águia negra, Voz do Walkie-talkie, Zebra #3
- Juanita Jennings como Zuki
- Phil LaMarr como Ancião #2
- Hope Levy como Animadora de torcida #1
- Sindiwe Magona como Órix, o curandeiro
- Anele Matoti como Órix #2
- Nhlanhla Mkhwanazi como Órix #1
- Jon Olson como Lagarto
- Bryce Papenbrook como Zebra #1
- Khary Payton como Mabeco #2
- Alexander Polinsky como Nigel
- Nik Rabinowitz como Percy
- Adrian Rhodes como Louva-a-deus
- Joey Richter como Themba
- Sam Riegel como Jock
- Matthew Dylan Roberts como Jannie, Sakkie
- Andre Robinson como Bebé suricata
- Julianna Rose como Suricata
- Stephanie Sheh como Zebra #3
- Rob van Vuuren como Bokkie, Capitão, Koos